# Poker en 2019
Cet article résume les événements liés au monde du poker en 2019.

## Tournois majeurs

### World Series of Poker2019
Hossein Ensan (en) remporte le Main Event. Michael Mizrachi remporte son cinquième bracelet, devenant le premier joueur à remporter 5 bracelets pour la seule décennie 2010.

### World Series of Poker Europe2019
Alexandros Kolonias remporte le Main Event.

### World Poker TourSaison 17
| Étape                             | Vainqueur            |
| --------------------------------- | -------------------- |
| Gardens Poker Championship        | Frank Stepuchin      |
| Russie                            | Denis Shafikov       |
| Borgata Winter Poker Open         | Vinicius Lima        |
| Fallsview Poker Classic           | Demo Kiriopoulos     |
| LA Poker Classic                  | David Baker          |
| Rolling Thunder                   | Erkut Yilmaz         |
| Barcelone                         | Vitalijs Zavorotnijs |
| Venetian                          | Ben Palmer           |
| Seminole Hard Rock Poker Showdown | James Carroll        |
| Choctaw (télévisé)                | Craig Varnell        |
| Aria Summer Championship          | Matthew Wantman      |
| Tournament of Champions           | Ole Schemion (de)    |

### World Poker TourSaison 18
| Étape                            | Vainqueur         |
| -------------------------------- | ----------------- |
| Gardens Poker Festival           | Roger Teska       |
| Legends of Poker                 | Aaron Van Blarcum |
| Borgata Poker Open               | Donald Maloney    |
| Maryland Live                    | Nitis Udornpim    |
| Royaume-Uni                      | Simon Brändström  |
| Bounty Scramble                  | Josh Adkins       |
| Montréal                         | Geoff Hum         |
| Seminole Rock N Roll Poker Open  | Milen Stefanov    |
| Five Diamond World Poker Classic | William Foxen     |

### European Poker Tour2019
| Étape       | Vainqueur        |
| ----------- | ---------------- |
| Sotchi      | Uri Gilboa       |
| Monte-Carlo | Manig Loeser     |
| Open Madrid | Jakub Grzegorz   |
| Barcelone   | Simon Brandstrom |
| Open Sotchi | Yi Ye            |
| Prague      | Mikalai Pobal    |

### Asia Pacific Poker Tour2019
| Étape   | Vainqueur            |
| ------- | -------------------- |
| Corée   | Sparrow Cheung       |
| Jeju    | Huidong Gu           |
| Manille | Florencio Campomanes |

### Aussie Millions Poker Championship2019
Bryn Kenney remporte le Main Event et Cary Katz le High Roller.

## Poker Hall of Fame
Chris Moneymaker et David Oppenheim sont intronisés.